# 長榮航太科技
長榮航太科技股份有限公司（英語：Evergreen Aviation Technologies Corp），簡稱EGAT，是一個由長榮航空機務本部改制而成的飛機維修公司，成立於1998年9月1日。在EGAT各項相關的業務之中，替美國波音進行特殊用途大型貨機波音747-400 LCF的改裝工程，是該公司最著名的工程案。

## 歷史
- 1989年3月，長榮航空機務本部成立。
- 1994年1月，長榮航空航機修護中心開始營運。
- 1997年11月10日，長榮航太科技成立。
- 1998年2月，長榮航太科技與奇異公司簽約合作，長榮航太科技啟用發動機試俥台及修護工廠。
- 1998年9月1日，長榮航空機務本部改制為長榮航太科技。
- 2003年7月，長榮航太科技發動機修護工廠落成啟用。
- 2004年12月，長榮航太科技第二號飛機修護廠落成啟用。
- 2005年2月，長榮航太科技與波音簽署波音747-400 LCF改裝合約。
- 2005年7月，長榮航太科技開始進行波音747-400 LCF改裝。
- 2009年，美國《航空週刊》（Aviation Week）評選長榮航太科技為亞太地區最佳獨立維修廠。
- 2011年，英國UBM評選長榮航太科技為亞洲最佳飛機維修廠。
- 2017年，長榮航太科技開始進行波音767-300 BCF改裝。
- 2020年，長榮航太科技與奇異公司合資成立長異發動機維修。

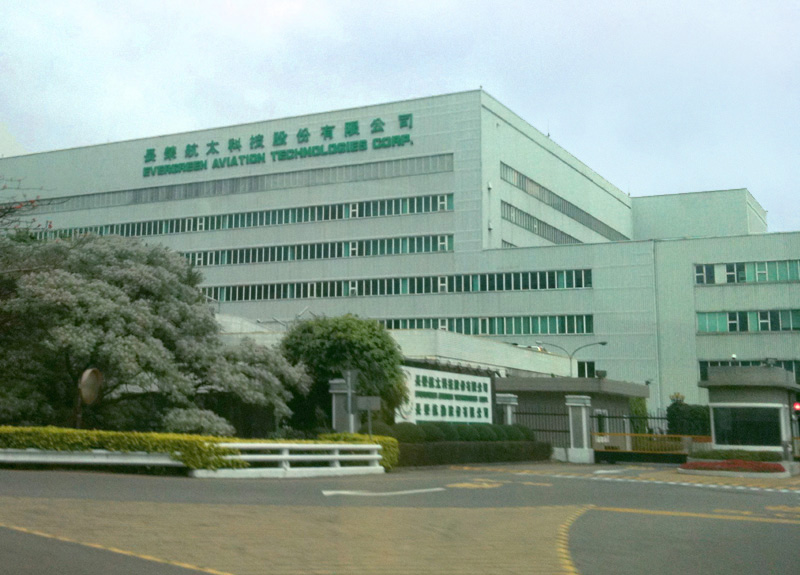
長榮航太科技總部
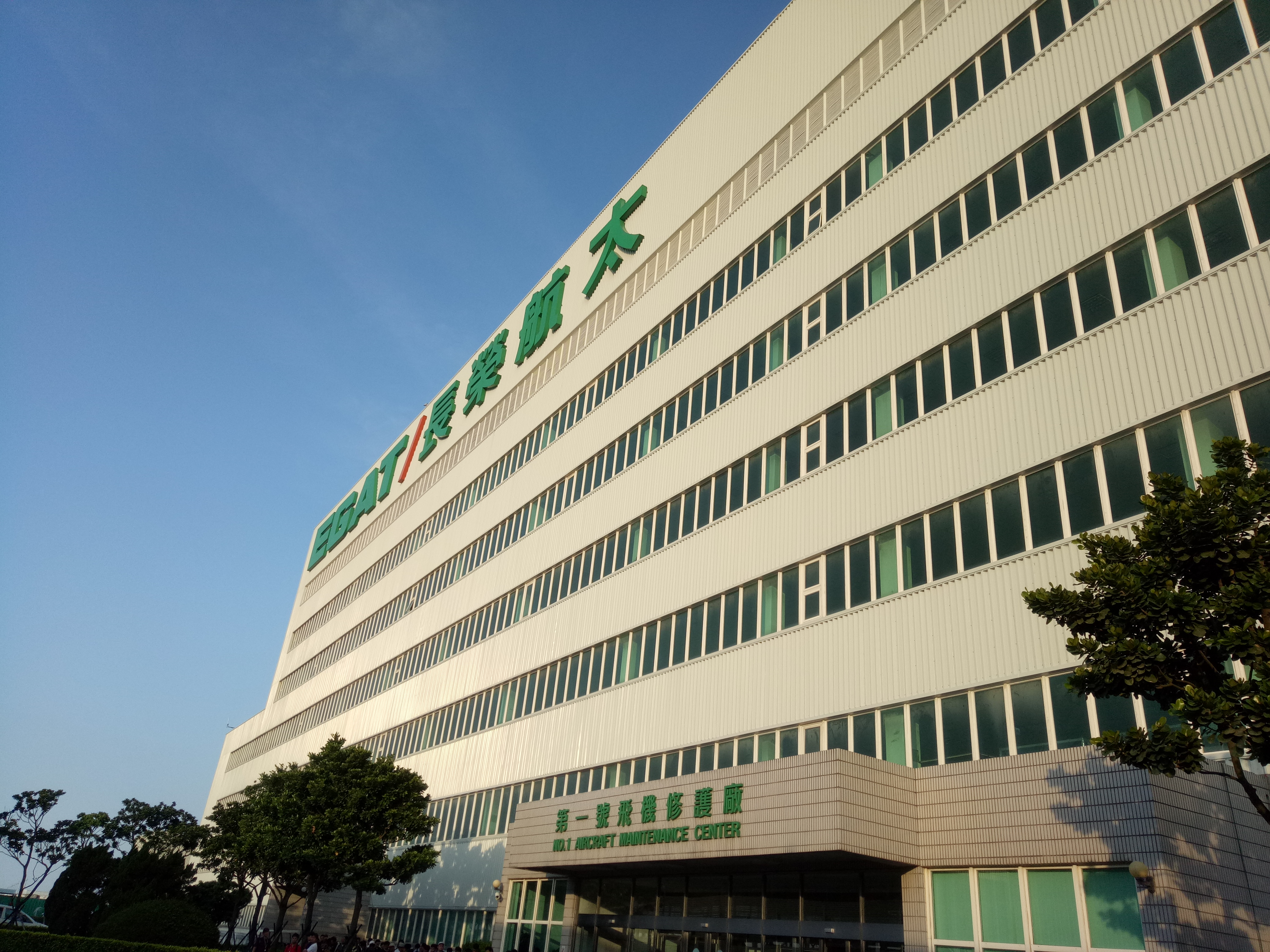
第一號飛機修護廠
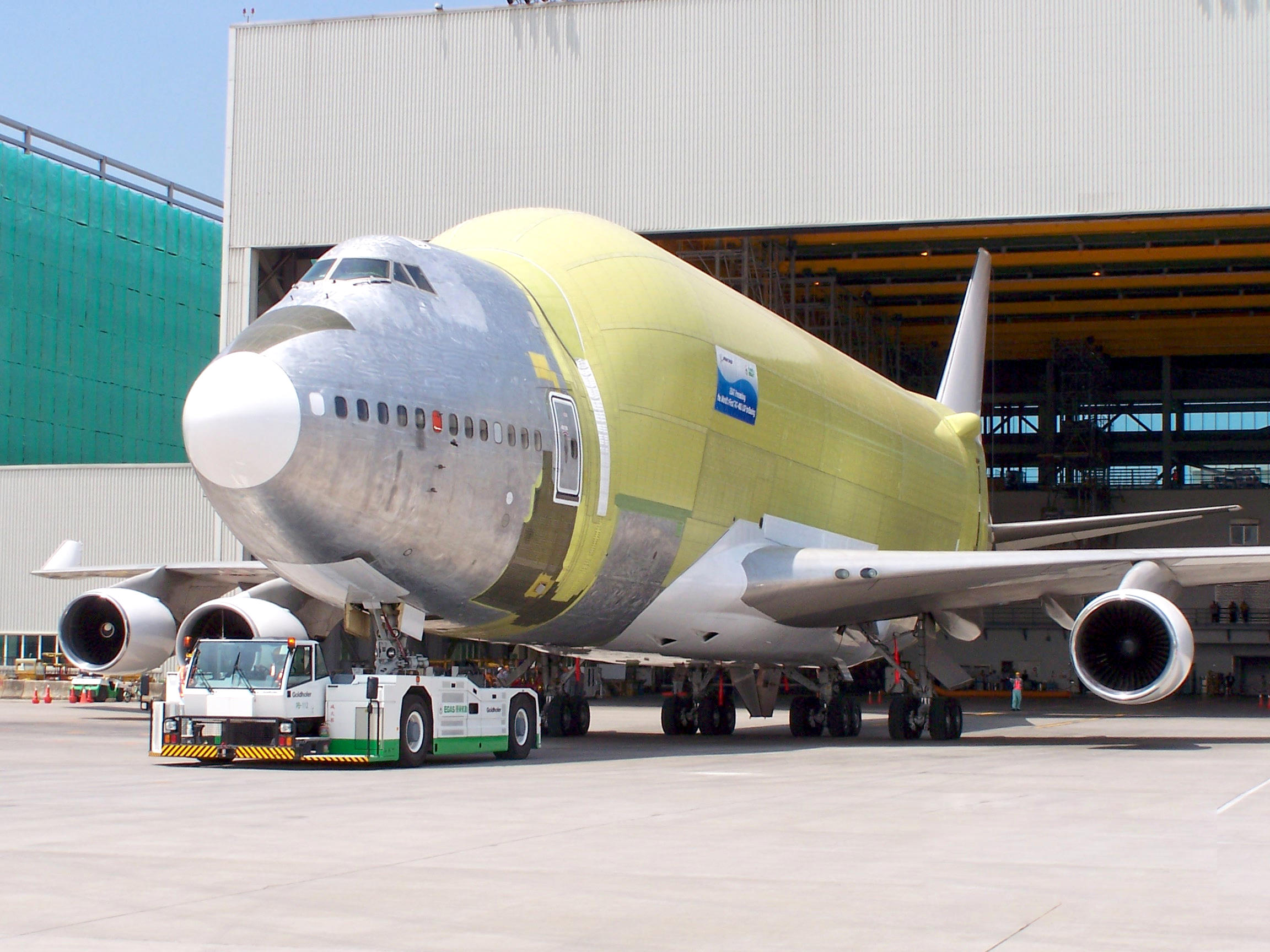
波音747-400 LCF